# Малое Васильево
Малое Васильево — упразднённая деревня, располагавшаяся на территории Богородского городского округа Московской области России. В настоящее время входит в состав города Электроугли.

## География
Находилась в северо-восточной части области, в зоне хвойно-широколиственных лесов, к югу от автодороги М12, к северу от железнодорожной линии Москва — Петушки, на расстоянии примерно 16 километров (по прямой) к юго-западу от города Ногинска, административного центра округа.

### Климат
Климат характеризуется как умеренно континентальный, с умеренно холодной зимой и тёплым летом. Среднегодовая температура воздуха — +5,7 °C. Средняя температура воздуха самого холодного месяца (января) — −7,3 °C (абсолютный минимум — −45 °C), средняя температура самого тёплого (июля) — +20,1 °С (абсолютный максимум — +38,5 °C). Годовое количество атмосферных осадков — 560 мм, из которых около 70 % выпадает в период с апреля по октябрь.

## История
По состоянию на 1913 год, в сельце Малое Васильево имелось 20 дворов. В административном отношении входило в состав Васильевской волости Богородского уезда.
По данным 1926 года в деревне насчитывалось 65 хозяйств (в том числе 26 крестьянских) и проживало 219 человек (104 мужчины и 115 женщин). Входила в состав Васильевского сельсовета Васильевской волости Богородского уезда.
В 1935 году в составе поселкового совета Электроугли. Действовал колхоз имени Ворошилова.